# Горда (гора)
Горда (с порт. Cabeço Gordo) является самой высокой точкой острова Фаял, абсолютная высота горы составляет 1043 метра над уровнем моря. Он возник 410 тысяч лет назад, но его форма изменилась 16 тысяч лет назад.
Из-за большой высоты на вершине горы установлены несколько радио- и телеантенн.
В ясный день с южной стороны вулкана Кальдейра можно увидеть большинство островов центральной группы Азорских островов. Однако вулкан скрыт за туманом и облаками.
Кратер вулкана достигает высоты 1043 метра, диаметр составляет 2 километра, а котловина обрывается на 400 метров.
Последнее извержение произошло в 1957–1958 годах, в результате чего появился остров Капелиньюш площадью 2,4 километра.
Гора находятся на территории муниципалитетов Седруш, Фетейра, Салао и другие.

## Особенности
По краю кратера проложена пешеходная тропа длиной примерно 7 километров. До её начала можно добраться на машине. Кроме того, есть возможность добраться до вершины Горды, совершив небольшой объезд. Спуск возможен только в сопровождении гида, прошедшего специальную аккредитацию.
Также является уникальной геологической аномалией, располагающийся на одном из склонов вулкана, состоящей из базальта. Это делает её частью вулкана и одновременно самой высокой и центральной точкой всего острова. С этой высоты открывается потрясающий вид на огромный вулканический кратер, который находится на острове.